# Двор (насеље)
Двор (раније Двор на Уни и Подови) је градић и средиште истоимене општине у Банији, Сисачко-мославачка жупанија, Република Хрватска. У односу на положај и већинско српско становништво, у току последњег рата, општина Двор се налазила у саставу Републике Српске Крајине. Крајем рата, становништво готово у целини напушта тај простор. Данас се један део, углавном старијег становништва, вратио у своје домове. Градић Двор лежи на реци Уни.

## Историја
Након повлачења Турака 1718. године започиње утврђивање границе на обали реке Уне и изградња насеља које се налазило на тераси (подови) па је зато добило име Подови.
Подови постају саставни дио Војне крајине; након што је 1775. године цар Јосип II посјетио границу и преспавао у Подовима, Подови мијењају име у Двор.
За време Краљевине Југославије мјесто добија име Двор на Уни, а после Другог светског рата углавном се назива Двор.

### Други свјетски рат
Усташе се нису задовољавале само тиме што би Српкиње једноставно убијали, већ су их као и њихове очеве, синове, браћу и мужеве пре убиства страшно злостављали. У срезу Двор на Уни „женама су секли ноге до колена и стављали их тако на коње да јашу. Неке, пак, жене децембра месеца 1941. године натерали су да читаву ноћ ходају по студеном потоку Зрињски, све док нису од студени умрле“.
Раду Вуњца, служитеља суда из Двора на Уни, усташе су живог ексерима кроз ноге приковале за патос, а руке му разапели и прикуцали за зид. У том ставу умирао је шест сати у страшним мукама.

### Распад СФРЈ
Двор се од распада Југославије до августа 1995. године налазио у Републици Српској Крајини. Током агресије на РСК, 7. августа 1995. године хрватска војска заузела је Двор протерујући већинско српско становништво у граду и околини.

## Привреда
Становништво се, највећим делом, бави сточарством, а присутна је и прерађивачка индустрија.

## Образовање
- Основна школа Двор
- Дечји вртић „Сунце“
- Библиотека и читаоница Двор

## Удружења
- Српско културно друштво „Просвјета“, Двор
- Пчеларско удружење „Кестен“, Двор
- КУД Поуњски плетер

## Становништво
| Националност       | 2011. | 2001. | 1991. | 1981. | 1971. | 1961. |
| Срби               | 790   |       | 1.993 | 1.452 | 1.329 | 831   |
| Хрвати             | 573   |       | 135   | 138   | 200   | 233   |
| Југословени        | —     | —     | 149   | 417   | 38    | 6     |
| остали и непознато | 43    |       | 74    | 58    | 62    | 18    |
| Укупно             | 1.406 | 1.313 | 2.351 | 2.065 | 1.629 | 1.088 |

| Демографија | Демографија | Демографија |
| Година      | Становника  | Становника  |
| ----------- | ----------- | ----------- |
| 1961.       | 1.088       |             |
| 1971.       | 1.629       |             |
| 1981.       | 2.065       |             |
| 1991.       | 2.351       |             |
| 2001.       | 1.313       |             |
| 2011.       |             | 1.406       |

## Попис 1991.
На попису становништва 1991. године, насељено место Двор је имало 2.351 становника, следећег националног састава:
| Попис 1991.‍   | Попис 1991.‍  | Попис 1991.‍ | Попис 1991.‍ | Попис 1991.‍ |
| ------------- | ------------ | ----------- | ----------- | ----------- |
|               |              |             |             |             |
| Срби          | Срби         |             | 1.993       | 84,77%      |
| Југословени   | Југословени  |             | 149         | 6,33%       |
| Хрвати        | Хрвати       |             | 135         | 5,74%       |
| Муслимани     | Муслимани    |             | 20          | 0,85%       |
| Црногорци     | Црногорци    |             | 7           | 0,29%       |
| Македонци     | Македонци    |             | 3           | 0,12%       |
| Мађари        | Мађари       |             | 1           | 0,04%       |
| Чеси          | Чеси         |             | 1           | 0,04%       |
| неопредељени  | неопредељени |             | 24          | 1,02%       |
| непознато     | непознато    |             | 18          | 0,76%       |
| укупно: 2.351 |              |             |             |             |